# Glyptothorax panda
Glyptothorax panda és una espècie de peix de la família dels sisòrids i de l'ordre dels siluriformes.
Els mascles poden assolir els 3,2 cm de llargària total.
Es troba a la conca del riu Irrawaddy a Myanmar.